# Gerhard Heilmann

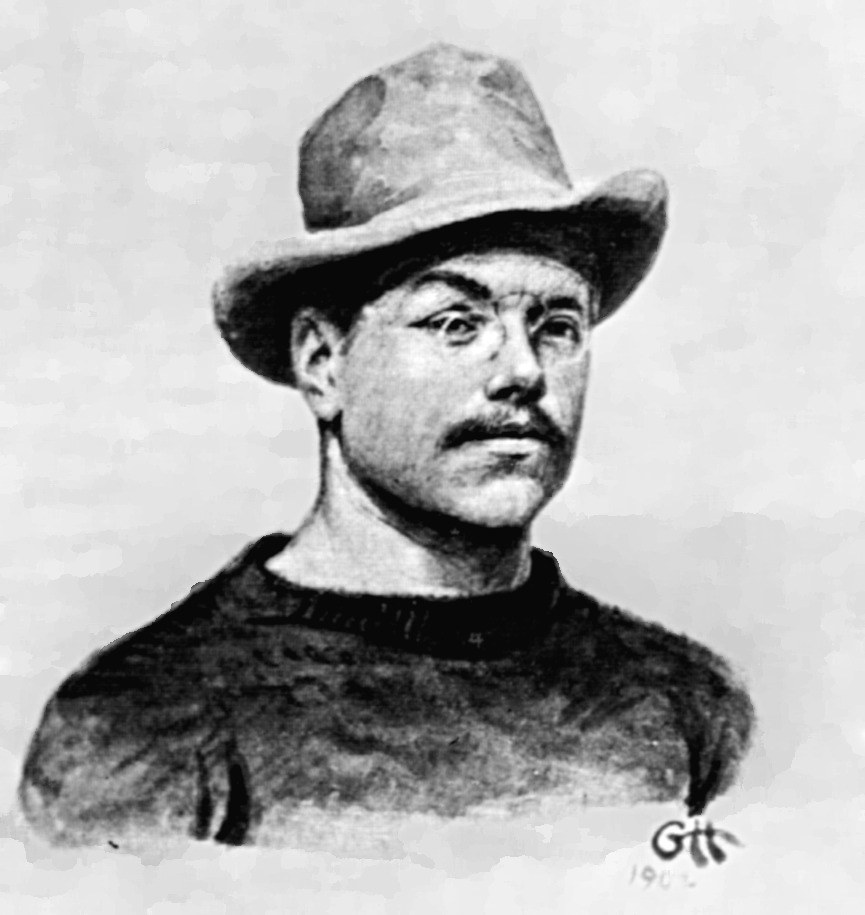
Gerhard Heilmann

Gerhard Heilmann (mais tarde, às vezes escrito "Heilman") (25 de junho de 1859 - 26 de março de 1946) foi um artista e paleontólogo dinamarquês que criou representações artísticas de Archaeopteryx, Proavis e outros parentes dos primeiros pássaros, além de escrever o livro de 1926 The Origin of Birds, um relato pioneiro e influente da evolução das aves. Heilmann não tinha um treinamento formal em ciência, embora tenha estudado medicina brevemente antes de mudar para a arte. Suas idéias sobre a evolução das aves foram escritas pela primeira vez em dinamarquês no Dansk Ornitologisk Tidsskrift. Heilmann recebeu pouca ajuda e muitas vezes obteve considerável oposição de zoólogos profissionais dinamarqueses da época e, por sua vez, muitas vezes fez comentários desdenhosos sobre as idéias de alguns dos cientistas estabelecidos da época. A edição em inglês, no entanto, alcançou um público muito maior e influenciou ideias na evolução das aves por quase meio século.

## Publicações
- 1926 - The origin of birds
- 1928 - Danmarks fugleliv: Bd. 1 : Indledning, dykkere, stormfugle, storkefugle, andefugle, rovfugle
- 1929 - Danmarks fugleliv: Bd. 2 : Hønsefugle, tranefugle, spovefugle, gøgefugle, skrigefugle
- 1930 - Danmarks fugleliv: Bd. 3 : Spurvefugle